# Efferia alia
Efferia alia är en tvåvingeart som beskrevs av Scarbrough och Perez-gelabert 2009. Efferia alia ingår i släktet Efferia och familjen rovflugor. Inga underarter finns listade i Catalogue of Life.